# Аньоли, Валерио
Валерио Аньоли (итал. Valerio Agnoli; род. 6 января 1985 в Алатри, регион Лацио, Италия) — итальянский профессиональный шоссейный велогонщик, выступающий с 2017 года за команду Мирового тура «Bahrain Victorious».

## Достижения
2004
10-й Джиро делла Романья
2005
3-й Тур озера Цинхай
1-й Этап 8
2006
5-й Неделя Ломбардии
7-й Гран-при Ларчано
2008
1-й Этап 1 (КГ) Вуэльта Испании
4-й Кубок Японии
2009
3-й Мемориал Марко Пантани
7-й Кубок Японии
7-й Джиро дель Венето
2010
1-й Этап 4 (КГ) Джиро д’Италия
10-й Гран-при Мигеля Индурайна
2011
4-й Гран-при Ларчано
2012
3-й Джиро ди Тоскана
2014
7-й Вуэльта Бургоса
8-й Тур Дании
2015
2-й Тур Лангкави
4-й Классика Альмерии
9-й Неделя Коппи и Бартали
2016
1-й Этап 1 (КГ) Джиро дель Трентино

## Статистика выступлений

### Гранд-туры
| Гонка           | 2008 | 2009 | 2010 | 2011 | 2012 | 2013 | 2014 | 2015 | 2016 | 2017 |
| --------------- | ---- | ---- | ---- | ---- | ---- | ---- | ---- | ---- | ---- | ---- |
| Джиро д'Италия  | –    | 61   | 32   | 83   | 57   | 39   | 71   | –    | НФ   | 110  |
| Тур де Франс    | –    | –    | –    | –    | –    | –    | –    | –    | –    | –    |
| Вуэльта Испании | 110  | –    | –    | 105  | –    | –    | –    | –    | –    | 79   |

| —  | Не участвовал  |
| НФ | Не финишировал |